# Park Promenadowy
Park Promenadowy – pierwsze stałe kino w Poznaniu (nazywane wówczas „teatrem kinematograficznym”), zlokalizowane w restauracji Leona Mettlera o tej samej nazwie. Pierwszy seans odbył się 25 grudnia 1903 roku, a ostatni – 25 grudnia 1909 roku.
Restauracja Mettlera znajdowała się niedaleko parku im. Stanisława Moniuszki, na końcu dzisiejszej ulicy Zygmunta Noskowskiego i istniała kilka lat przed powstaniem tam kina ze stałym repertuarem. Do czasu sprowadzenia kinematografu właściciel organizował w swoim lokalu różnego rodzaju zabawy, festyny piwne, bale rodzinne czy koncerty orkiestr wojskowych. Kinematograf miał być więc częścią atrakcji serwowanych w restauracji, chociaż szybko pokazy filmowe przestały mieć charakter jarmarczny. Świadczy o tym nie tylko repertuar kina, ale także fakt, iż Mettler w okresie letnim zawieszał jego funkcjonowanie – na wzór teatrów. Ponadto zabawy, festyny i bale nie były organizowane w dniach, w których odbywały się pokazy filmów.
Od 25 grudnia 1903 roku do 3 listopada 1907 roku filmy odtwarzano w środy, soboty i niedziele (przeważnie w godzinach 17, 19 i 21), a od połowy listopada 1907 – codziennie. Bilet na jeden seans kosztował 10 fenigów. Projekcją każdego filmu zajmował się osobiście Mettler kręcąc korbką kinematografu. Tło muzyczne zapewniał pianista (taper).

## Repertuar
Repertuar obejmował głównie francuską produkcję kinematograficzną, w tym filmy sprowadzone bezpośrednio od braci Lumière i Georges'a Mélièsa oraz obrazy wytwórni Pathé-Frères. Niewielki procent obejmował filmy angielskie. Wśród gatunków przeważały filmy o charakterze historycznym, informacyjno-dokumentalnym, a tylko w niewielkiej części pokazywano produkcje stricte rozrywkowe. Zapotrzebowanie na produkcje pierwszego typu było bardzo duże, bowiem zaspokajało głód informacji i wiedzy o świecie; dzięki nim poznaniacy mogli m.in. poznać wygląd wielu miast czy krajów, o których wiedzieli dotąd tylko ze słyszenia. Dużym powodzeniem cieszyły się także filmy będące rekonstrukcjami wydarzeń historycznych. Ponadto Mettler zawsze na życzenie klientów organizował powtórki popularnych filmów. Niekiedy filmy były powtarzane tak często, że doprowadzało to do zużycia taśmy filmowej i zniszczenia kopii.
Na podstawie repertuarów wydrukowanych w prasie odtworzono program kina z 1904 roku, były to m.in.:
- w styczniu – Sinobrody, Stworzenie świata,
- w lutym powtórki Sinobrodego i Stworzenia świata oraz m.in. Przygody Don Kichota,
- w marcu – Przedstawienia pasyjne, Narodzenie Chrystusa,
- w kwietniu – Chrystus przed arcykapłanami, Ukrzyżowanie Chrystusa, Chrystus ukazuje się uczniom swoim,
- we wrześniu – Wojna rosyjsko-japońska, Kozacy na morzu, Transport wysyłek prywatnych przez Bajkał, Ciężkie łamanie się wezbranych bałwanów na oceanie, Podróże Guliwera, Ściganie złodzieja kieszonkowego, Wyścigi Gordon-Bennetta, Faust w piekle, Japoński okręt wojenny, Ćwiczenia japońskich majtków, Ćwiczenia rosyjskich huzarów, Jeżdżenie wysokiej szkoły, Ulice Petersburga, Londyn,
- w październiku – Skarbiec szatański, Wzniesienie się balonem aeronauty Lerbaudy'ego, Ptasznicy, Ratowanie rozbitków nad brzegami morza w Irlandii, Indianie w Kanadzie, Z pokoju dziecięcego, Małe przyczyny – wielkie skutki, Marya Antoinetta – historyczne zdarzenie w dziewięciu obrazach, Jenerał Kuropatkin dokonuje przeglądu I pułku strzelców przed bitwą pod Wagangonem, Myśliwi, Jazda na jeziorze St. Lorenz, Zemsta żebraka, Wielki pożar w Londynie, Magiczny miecz,
- w listopadzie – Rosyjscy pielgrzymi odprawiają nad brzegiem Wołgi przepisane ceremonie, Składy drzewa do budowy kolei w Mandżurii, Bitwy pod Portem Arthura, Metamorfoza motyla, Jazda przez Broadway w Nowym Jorku, Pobyt małżonków cesarskich w Altonie 1904, Silna tabaczka, Mały podpalacz, Ścigany złodziej, Nowoczesna służba w Anglii, Nowa kucharka, Sprzęt siana w Szkocji, Kufer podróży, Procesja w Japonii, Ujęcie i rozstrzelanie japońskich szpiegów, Algierscy szejkowie jako eskorta konna prezydenta Loubeta, Podróż po Włoszech,
- w grudniu – Nędza i miłosierdzie, Ćwiczenia jazdy konnej Kirgizów, Spostrzeżenia w Porcie Arthura, Podróż na parowcu "Kaiser Wilhelm" z Bremy do Nowego Jorku, W kuźni, Oszukany służący, Ubogi właściciel domu, Sąsiedzi, Pierwszy wyjazd na automobilu, Przegląd wojsk w Vincennes, Ścinanie i transport drzewa w Kalifornii, Jazda na kucykach w Wales, Podróż nad Ren, Wszystko było na próżno, Cudowna woda na włosy, Akt rozpaczy, Starcie się złodzieja z policjantem, Legendy Bożego Narodzenia, Bajki indyjskie, Sierota w nocy Bożego Narodzenia, Walka byków w Hiszpanii.

Kino Mettlera miało monopol na pokazy filmowe do stycznia 1907 roku, kiedy to przy placu Wilhelmowskim (dzisiejszy plac Wolności) założono kino o nazwie „Pałacowy”.